# Albert Rupprecht

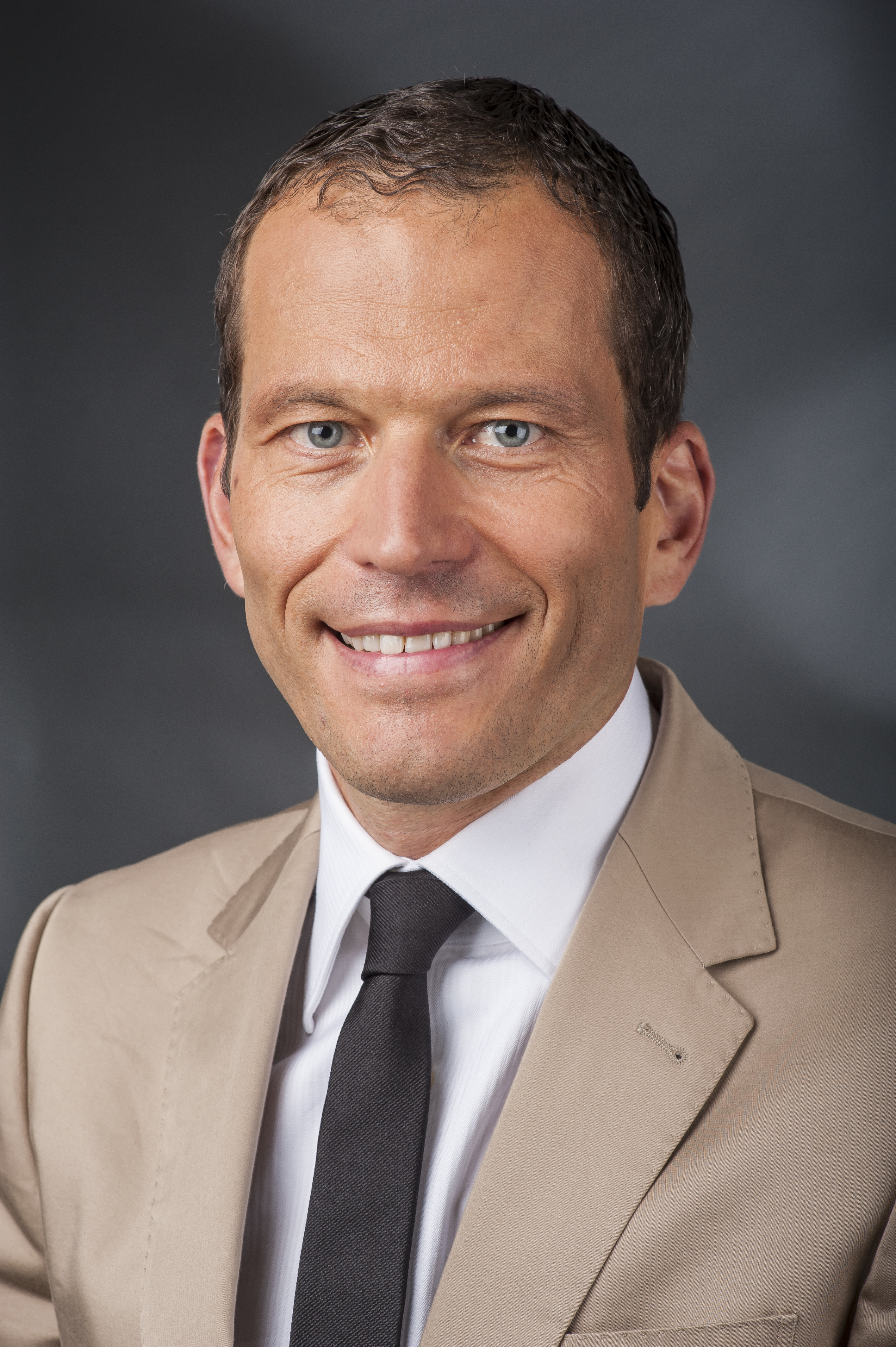
Albert Rupprecht (2014)

Albert Rupprecht (* 10. Juni 1968 in Waldthurn) ist ein deutscher Politiker (CSU) und Diplom-Volkswirt. Er ist seit September 2002 Mitglied des Deutschen Bundestages.

## Leben und Beruf
Rupprecht wuchs in Waldthurn auf, wo er auch die Volksschule besuchte. Im Alter von 14 Jahren trat Rupprecht in die Katholische Landjugendbewegung (KLJB) ein.
Nach dem Abitur 1988 am Augustinus-Gymnasium in Weiden in der Oberpfalz leistete Rupprecht zunächst seinen Wehrdienst bei der Marine ab und begann anschließend 1989 ein Studium der Volkswirtschaftslehre an der Universität Regensburg. Während seines Studiums war Rupprecht von 1991 bis 1992 ehrenamtlicher Diözesanvorsitzender der KLJB im Bistum Regensburg. Sein Studium schloss er 1995 als Diplom-Volkswirt ab. In einem parallelen Zweitstudium erlangte er 1993 ein Vordiplom in Soziologe. Von 1995 bis 2002 war er als Berater, Geschäftsführer und Gesellschafter verschiedener Unternehmen tätig.
Albert Rupprecht  hat zwei Töchter. Er ist römisch-katholischer Konfession.

## Partei
Rupprecht war von 1995 bis 1999 stellvertretender Vorsitzender und von 1999 bis 2003 Vorsitzender des Bezirksverbandes Oberpfalz der Jungen Union. Er gehört seit 1997 dem Vorstand des CSU-Kreisverbandes Neustadt an der Waldnaab und seit 2003 dem Vorstand des CSU-Bezirksverbandes Oberpfalz an.

## Abgeordneter
Rupprecht ist seit 2002 Mitglied des Deutschen Bundestages und war dort von November 2005 bis Dezember 2007 stellvertretender Vorsitzender des Ausschusses für Wirtschaft und Technologie. Seit November 2009 ist er ordentliches Mitglied im Ausschuss für Bildung, Forschung und Technikfolgenabschätzung, sowie stellvertretendes Mitglied im Haushaltsausschuss und Ausschuss für Wirtschaft und Technologie.
2002 zog er über die Landesliste Bayern  in den Deutschen Bundestag ein. Seit 2005 erfolgte seine Wahl jeweils als direkt gewählter Abgeordneter des Wahlkreises Weiden. Hierbei erreichte er 2005 48,4 %, 2009 44,9 %, 2013 55,1 %, 2017 46,2 % und 2021 38,5 % der Erststimmen.
Von Oktober 2008 bis November 2009 war er Vorsitzender des parlamentarischen Kontrollgremiums zum Finanzmarktstabilisierungsfonds gemäß dem Finanzmarktstabilisierungsgesetz. Seit November 2009 ist er Vorsitzender und damit Sprecher der Arbeitsgruppe Bildung und Forschung der CDU/CSU-Bundestagsfraktion.
Bei der Bundestagswahl 2025 am 23. Februar kandidierte er erneut im Wahlkreis Weiden. Er zog mit 43,5 Prozent der Erststimmen in den 21. Deutschen Bundestag ein. Im 21. Deutschen Bundestag ist Rupprecht stellvertretendes Mitglied im Ausschuss für Finanzen sowie im Ausschuss für Gesundheit.

## Politische Positionen
Im November 2022 stimmte er als einziger Abgeordneter der Unions-Bundestagsfraktion gegen den vom Vermittlungsausschuss beschlossenen Gesetzesentwurf zum Bürgergeld.

## Mitgliedschaften
Rupprecht ist Mitglied der überparteilichen Europa-Union Deutschland, die sich für ein föderales Europa und den europäischen Einigungsprozess einsetzt.